# 約束の日 LAST APPEARANCE
『約束の日 LAST APPEARANCE』（やくそくのひ - ラスト・アピアランス）は、日本のシンガーソングライターである尾崎豊の3作目のライブ・ビデオ。
正式名称は『ARTERY & VEIN FILM PART II THE DAY LAST APPEARANCE YUTAKA OZAKI AT YOYOGI OLYMPIC POOL ON OCTOBER 30TH, 1991』（アートリー・アンド・ベイン・フィルム・パート・ツー - ザ・デイ・ラスト・アピアランス - ユタカ・オザキ・アット・ヨヨギ・オリンピック・プール・オン・オクトーバー・サーティス、ナインティーンナインティワン）。
1993年11月29日にソニー・ミュージックレコーズよりVHS、LDの2規格でリリースされた後、2000年7月5日に未収録となっていた楽曲を追加した『約束の日 LAST APPEARANCE 完全版』がDVDでリリースされた。ただし一部楽曲はフルコーラスでは収録されていない（後述）。

## 解説
1991年10月30日の代々木オリンピックプールでの最終公演のライブ映像を収録している。
『約束の日 (THE DAY) 』とは1991年に実施された「1991 BIRTH TOUR」の追加公演として3会場で行われた際のイベントタイトルであり、同タイトルのライブ・アルバムもリリースされている（『約束の日 Vol.1』、『約束の日 Vol.2』ともに1993年）。
前作『TOUR 1991 BIRTH』（1991年）と同じ映像も含まれているが、収録されていなかった曲も新たに収録されている。
アンコールの最終曲である「ダンスホール」の演奏後に、「また次のツアーで会いましょう」と尾崎はMCをしているが、翌1992年4月25日に逝去したため次のツアーは行われなかった。また、それにより尾崎が生前最後にライブで演奏した曲は「ダンスホール」となった。
尾崎の没後にリリースされた作品であるが、クレジットでは「Produced by Yutaka Ozaki」となっている。

## オリジナル版 (VHS, LD)

### 収録曲
全曲、作詞・作曲：尾崎豊
1. FIRE
2. Driving All Night - DRIVING ALL NIGHT
3. 十七歳の地図 - SEVENTEEN'S MAP
4. Scrambling Rock'n'Roll - SCRAMBLING ROCK'N'ROLL
5. 僕が僕であるために - MY SONG
6. きっと忘れない - HAPPY BIRTHDAY
7. 卒業 - GRADUATION
8. KISS
9. Freeze Moon - FREEZE MOON
10. 太陽の破片 - TAIYOU NO HAHEN [1]
11. 誕生 - BIRTH
12. I LOVE YOU
13. 15の夜 - THE NIGHT
14. ダンスホール - DANCE HALL

## 完全版 (DVD)
正式名称は『ARTERY & VEIN FILM PART II THE DAY LAST APPEARANCE YUTAKA OZAKI AT YOYOGI OLYMPIC POOL ON OCTOBER 30TH, 1991 COMPLETE EDITION』（アートリー・アンド・ベイン・フィルム・パート・ツー - ザ・デイ・ラスト・アピアランス - ユタカ・オザキ・アット・ヨヨギ・オリンピック・プール・オン・オクトーバー・サーティス、ナインティーンナインティワン - コンプリート・エディション）。
メニュー画面ではTHE BIRTH TOUR BANDによるインストゥルメント・アルバム『NO ONE IS TO BLAME』より「虹」がBGMとして使用されている。

### 収録曲
全曲、作詞・作曲：尾崎豊
1. FIRE
2. Driving All Night - DRIVING ALL NIGHT
3. 十七歳の地図 - SEVENTEEN'S MAP
4. Scrambling Rock'n'Roll - SCRAMBLING ROCK'N'ROLL
5. 僕が僕であるために - MY SONG
6. ロザーナ - ROSSANA※
7. 虹 - RAINBOW※
8. きっと忘れない - HAPPY BIRTHDAY
9. COOKIE※
10. 卒業 - GRADUATION
11. LOVE WAY※
12. KISS※
13. RED SHOES STORY
14. Freeze Moon - FREEZE MOON※
15. 永遠の胸 - ETERNAL HEART
16. 太陽の破片 - TAIYOU NO HAHEN [1]
17. 誕生 - BIRTH
18. I LOVE YOU
19. 15の夜 - THE NIGHT
20. ダンスホール - DANCE HALL

※マークのついた曲は前奏や歌詞の一部などがカットされていて、フルコーラスで収録されていない。それらの曲は『TOUR 1991 BIRTH』でフルサイズを見ることができる。しかしながら、アンコールで歌われた「シェリー」や、曲間のMCにまだ映像化されていないものがある。

## 参加ミュージシャン
- THE BIRTH TOUR BAND
  - 尾崎豊 - ボーカル、ギター、ピアノ
  - 西本明 - キーボード
  - 長田進 - ギター
  - 鈴川真樹 - ギター
  - 渡辺茂 - ベース
  - 滝本季延 - ドラムス
  - 里村美和 - パーカッション
  - 関誠一郎 - サクソフォーン、キーボード
  - 岩本章江 - コーラス
  - 山根栄子 - コーラス